# Angelo Parisi
Angelo Parisi (Arpino, 3 gennaio 1953) è un ex judoka italiano naturalizzato francese, campione olimpico a Mosca 1980.

## Biografia
Italiano di nascita, partecipò alla sua prima Olimpiade nel 1972 quando, gareggiando per la Gran Bretagna, vinse la medaglia di bronzo nella categoria Open. Dopo aver acquisito la cittadinanza francese per matrimonio, nel 1980 partecipò alle Olimpiadi di Mosca dove vinse l'oro nella categoria dei pesi massimi e l'argento nella Open. Quattro anni dopo, a Los Angeles 1984, fu portabandiera per la rappresentativa francese e vinse un'altra medaglia d'argento nei pesi massimi.
Nel corso della sua lunga carriera non riuscì mai a vincere un campionato mondiale, ma si aggiudicò 6 titoli europei in 12 finali raggiunte.